# Mitchell County, North Carolina
Mitchell County är ett administrativt område i delstaten North Carolina, USA, med 15 579 invånare.  Den administrativa huvudorten (county seat) är Bakersville.

## Geografi
Enligt United States Census Bureau har countyt en total area på 575 km². 572 km² av den arean är land och 3 km² är vatten.

### Angränsande countyn
- Carter County, Tennessee - nord-nordost
- Avery County - nordost
- McDowell County - söder
- Yancey County - sydväst
- Unicoi County, Tennessee - nord-nordväst